# Melicharia limbatus
Melicharia limbatus är en insektsart som först beskrevs av William Lucas Distant 1912.  Melicharia limbatus ingår i släktet Melicharia och familjen Flatidae. Inga underarter finns listade i Catalogue of Life.